# امبر سوروکو
امبر سوروکو (اسپانیایی: Ámbar Soruco‎؛ زادهٔ ۳ مارس ۱۹۹۶) بازیکن فوتبال اهل شیلی است.

## باشگاهی
از باشگاه‌هایی که در آن بازی کرده‌است می‌توان به باشگاه فوتبال اونیورسیداد شیلی اشاره کرد.

## تیم ملی
وی همچنین در تیم ملی فوتبال زنان شیلی بازی کرده‌است.